# Sprossender Zwergginster
Der Sprossende Zwergginster (Cytisus proliferus) ist eine Pflanzenart aus der Gattung Geißklee (Cytisus) innerhalb der Familie der Hülsenfrüchtler (Fabaceae).

## Beschreibung

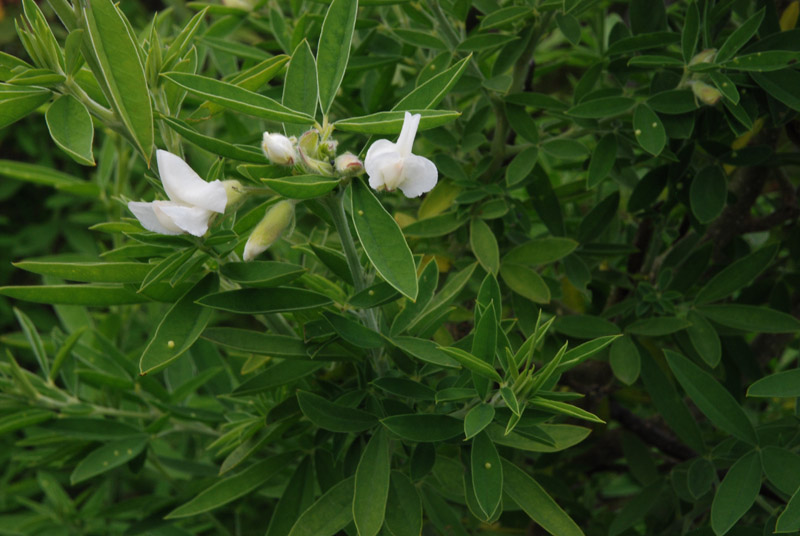
Laubblätter und Blüten

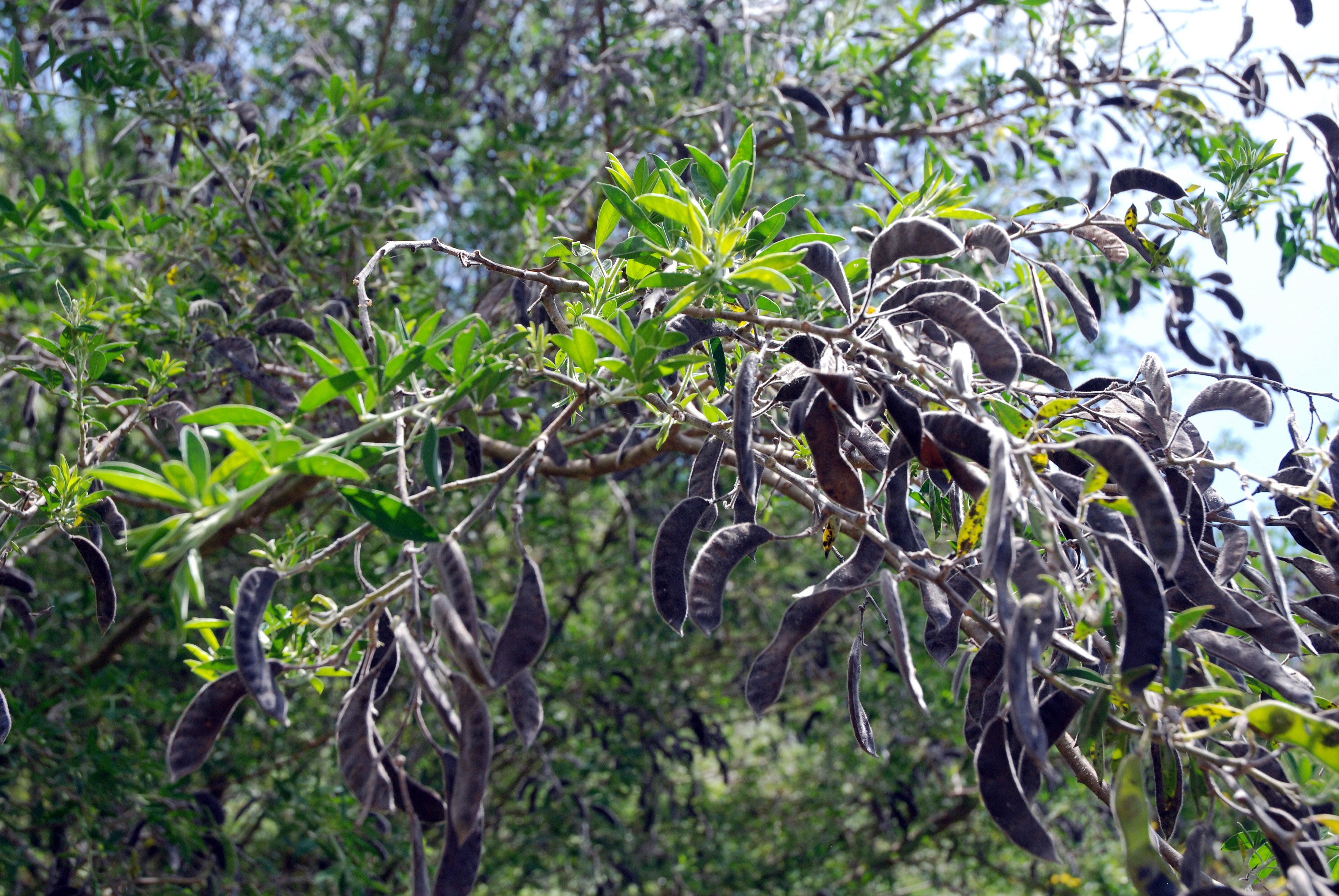
Zweig mit schwärzlichen Früchten

### Vegetative Merkmale
Der Sprossende Zwergginster wächst als stark verzweigter Strauch oder kleines Bäumchen und erreicht Wuchshöhen von 0,5 bis 5, in seltenen Fällen bis zu 7 Metern.
Die Laubblätter sind in Blattstiel und -spreite gegliedert. Die dunkelgrüne Blattspreite ist dreiteilig. Die dicht seidig behaarten oder kahlen Blättchen sind linealisch-lanzettlich bis verkehrt-eiförmig mit spitzem oder stumpfem oberen Ende sein.

### Generative Merkmale
Die Blütezeit reicht von Januar bis Juni, fällt jedoch hauptsächlich in die Monate März und April. Drei bis sieben Blüten stehen in den oberen Blattachseln zusammen.
Die zwittrige Blüte ist zygomorph und fünfzählig mit doppelter Blütenhülle. Der röhrig bis glockige Kelch ist tief zweilippig mit fünf kleinen Zähnen. Die Blütenkrone hat die Form einer Schmetterlingsblüte und ist 16 bis 25 Millimeter groß. Die Blütenhüllblätter sind weiß, zuletzt gelblich. Die Fahne ist außen behaart.
Die behaarte Hülsenfrucht ist 3 ist 7,5 Zentimeter lang, ist mehr oder weniger gebogen und zur Reifezeit schwärzlich.
Die Chromosomenzahl beträgt 2n = 46-50 oder 52.

## Vorkommen
Der Sprossende Zwergginster wächst nur auf den Kanarischen Inseln, mit Ausnahme von Lanzarote und Fuerteventura. Der Sprossende Zwergginster gedeiht meist in Kiefernwäldern, aber auch in Lorbeerwäldern. Der Sprossende Zwergginster wird auch kultiviert.

## Taxonomie und Systematik
Die Erstveröffentlichung erfolgte 1782 unter dem Namen Cytisus proliferus Carl von Linné dem Jüngeren in Supplementum Plantarum systematis vegetabilium editionis decimae tertiae, generum plantarum editionis sextae, et specierum plantarum editionis secundae. Impensis Orphanotrophei, Brunsvigae [Braunschweig] Seite 328 veröffentlicht.
Die Art Cytisus proliferus ist sehr formenreich. Es wurden mehrere Unterarten und Varietäten beschrieben, die sich vor allem durch die Gestalt der Fiederblättchen, die Samengröße und Behaarung der Fahne unterscheiden:
- Cytisus proliferus subsp. angustifolius Kuntze (Syn.: Chamaecytisus proliferus subsp. angustifolius (Kuntze) G.Kunkel): Sie kommt in Tenerife und La Gomera vor.[2]
- Cytisus proliferus (L. f.) Link subsp. proliferus mit den Varietäten:
  - Cytisus proliferus subsp. proliferus var. proliferus
  - Cytisus proliferus var. canarieae Christ
  - Cytisus proliferus var. calderae (Syn.: Chamaecytisus proliferus var. calderae Acebes)
  - Cytisus proliferus var. hierrensis Pit.
  - Cytisus proliferus var. palmensis (Syn.: Chamaecytisus proliferus subsp. palmensis (Christ) G.Kunkel): Sie kommt in La Palma vor.[2]

Außerdem gibt es:
- Chamaecytisus proliferus subsp. meridionalis Acebes: Sie kommt in Gran  Canaria vor.[2]

## Nutzung
Diese Art wird von der einheimischen Bevölkerung intensiv als Futterpflanze in der Viehzucht genutzt. Sie findet zur Herstellung von landwirtschaftlichen Gerätschaften und in der Köhlerei Verwendung.